# Ramón Allende
Ramón Allende Padín (Valparaíso, 19 de marzo de 1845-Santiago, 14 de octubre de 1884), conocido como el Rojo, fue un político radical y médico cirujano chileno. Diputado y senador,  dirigió los servicios médicos del Ejército chileno durante la Guerra del Pacífico y fue autor de varias publicaciones científicas importantes. Fue padre de Salvador Allende Castro y abuelo de Salvador Allende Gossens.

## Biografía

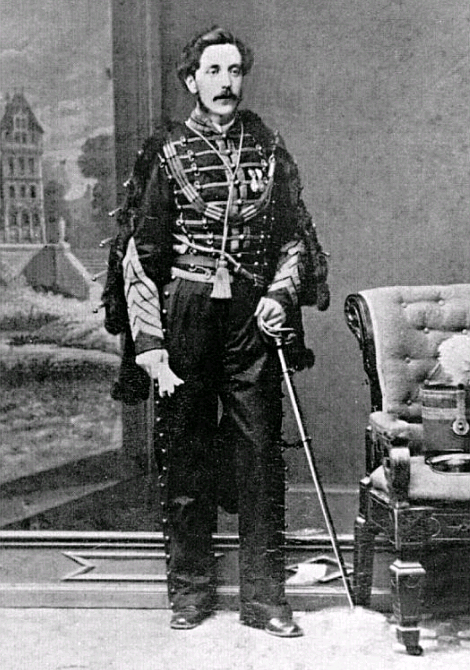
Ramón Allende Padín

Hijo de José Gregorio Allende Garcés y Salomé Padín Ruiz, estudió en el Liceo de Valparaíso y luego en el Instituto Nacional de Santiago. Fue abuelo del presidente socialista Salvador Allende.
Graduado en la Universidad de Chile como médico-cirujano el 20 de junio de 1865, fue nombrado el mismo año miembro de la Facultad de Medicina de su alma mater. Su memoria Observaciones sobre el tifus, conocido en Chile vulgarmente con el nombre de Chavalongo le mereció el premio de ser publicado en los Anales de la Universidad de Chile, prestigiosa revista a nivel continental. Por sus conocimientos de esa enfermedad, fue designado, junto al doctor Manuel A. Solís, para combatirlo en Petorca e Illapel, donde pereció su compañero. En Santiago trabajó como médico en la Hermandad de Dolores.
Luego regresó a Valparaíso, donde siguió ejerciendo su profesión y tuvo una vasta clientela de pobres, a los cuales no cobraba y aún entregaba fármacos, alimentos y ropa, a por cuenta propia. En el puerto, trabajó como médico obstetra y en 1870 fue nombrado jefe del Hospital de Sanidad.
El 24 de abril de 1869 se casó en esa ciudad portuaria con Eugenia Castro del Fierro, con quien tuvo descendencia.
Ese mismo año, unos meses antes, el 22 de febrero, Allende había ingresado a la Orden Masónica en la Logia Aurora N.º 6, de Valparaíso, y el 30 de marzo de 1871 asumió como  Venerable Maestro. Su rápido ascenso en la masonería lo llevó a ser designado diputado de la Logia de Santiago ante la de Valparaíso. Fue voluntario de la Tercera Compañía de Bomberos de esta última ciudad (Bomba "Cousiño y Agustín Edwards").
El 24 de noviembre de 1873 deja la logia porteña por tener que trasladarse a Santiago, donde fue nombrado asistente de la Clínica Médica del profesor Wenceslao Díaz, además de trabajar en el Hospital San Borja. Aquel año fue miembro del Consejo del Serenísimo Gran Maestro en la Gran Logia de Chile. En la capital ingresa el 9 de marzo de 1874 a la Logia Justicia y Libertad N.º 5, donde al año siguiente es Venerable Maestro.
Allende fue fundador de las escuelas Blas Cuevas, las primeras controladas por la masonería en Chile. También redactó un compendio de moral sin fundamento religioso para uso de los escolares, fue un defensor de las escuelas laicas y creó el periódico masón Guía del Pueblo.
Günther Wessel escribe que «probablemente hay dos motivos para que Ramón fuera apodado el rojo Allende: por un lado, a causa de sus concepciones políticas radicales, pero por otro lado a causa de su llamativo pelo rojo». Allende «luchó por los derechos civiles y por la separación de Estado e Iglesia. Quería la secularización de los cementerios y de los registros civiles y creó el primer colegio laico de Chile». No es de extrañar, pues, que la Iglesia lo excomulgara.
Importante líder del Partido Radical, Allende fue elegido diputado por Santiago en 1876, y en noviembre de ese año pasó a ocupar el cargo de segundo vicepresidente de la Cámara Baja; en mayo de 1878 ascendió a primer vicepresidente.
Paralelamente, presidió la Sociedad Médica de Santiago (1876-1879).
En 1879 vuelve a ser elegido diputado, pero esta vez por Copiapó y Caldera. Al estallar la Guerra del Pacífico, abandona su escaño y marcha al frente como voluntario: es nombrado jefe del recién establecido servicio de ambulancias (una ambulancia era un hospital volante, desarmable, de veinte camas, con un equipo de cirujanos y enfermeros, y el material quirúrgico adecuado). El 8 de octubre asumió como jefe del Servicio Sanitario en Campaña y el 28 de septiembre de 1880, superintendente del mismo. Por todo ello, se le considera fundador del Comando de Sanidad del Ejército de Chile.
Al mismo tiempo, se convierte en presidente del Consejo de Higiene Pública, cargo que ocupará desde diciembre de 1879 hasta noviembre de 1880.
En 1882 fue elegido senador suplente por la provincia de Atacama y dos años después, el 4 de junio, se convierte en Serenísimo Gran Maestro de la Gran Logia de Chile, pero su salud quebrantada le permitió ejercer este último cargo solamente durante tres meses. En este tiempo, seguirá trabajando como médico en el Hospital San Vicente de Paul y publicando trabajos sobre su especialidad.
El 14 de octubre de 1884, Ramón Allende fallece a los 39 años de edad, víctima de diabetes (su escaño en la Cámara Alta lo pasó a ocupar el radical David Florentino Aguirre Rodríguez). Sepultado con grandes honores, dos futuros presidentes estuvieron entre los que llevaron su ataúd: José Manuel Balmaceda y Ramón Barros Luco; el discurso fúnebre lo pronunció Enrique Mac Iver.